# 暹羅異齒鰋
暹羅異齒鰋，為輻鰭魚綱鯰形目鮡科的其中一種，為熱帶淡水魚類，被IUCN列為瀕危保育類動物，分布於亞洲湄公河及湄南河流域，體長可達14公分，棲息在山區急流底層水域，生活習性不明。
种加名 siamensis 意为“暹罗的”。